# 南アルプス市消防本部
南アルプス市消防本部（みなみあるぷすししょうぼうほんぶ）は、山梨県南アルプス市の消防部局（消防本部）。管轄区域は南アルプス市全域。

## 概要
- 消防本部:山梨県南アルプス市十五所1014
- 管内面積:264.14km2
- 職員定数:94人
- 消防署2カ所､分遣所1カ所
- 主力機械(2022年4月1日現在)
  - 普通消防ポンプ自動車:2
  - 屈折はしご付消防自動車:1
  - 化学消防自動車:1
  - 電源・照明車:1
  - 広報車:1
  - 資機材運搬車:1
  - 水槽車:3
  - 支援積載車:1
  - 救助工作車:1
  - 救急自動車:5
  - 指令車:1
  - 連絡車:1
  - 災害対策車:1
  - 防災広報車:1
  - 降雪対策車:1
  - 積載車:1
  - 指令連絡車:1

## 沿革
- 1973年4月　峡西消防組合設立
- 1974年4月　峡西消防本部庁舎落成式および開所式
- 1975年3月　八田分署落成式及び開所式
- 1992年3月　白根分遣所新築工事落成
- 1995年4月　峡西広域行政事務組合発足
- 1997年3月　甲西分遣所新築工事落成式
- 1997年4月　八田分署が八田消防署に格上げ
- 2003年4月1日 中巨摩郡八田村、白根町、芦安村、若草町、櫛形町及び甲西町の4町2村が新設合併し、南アルプス市が発足｡
  - 合併した4町2村で設立していた峡西広域行政事務組合を解散し、組合事務の一部であった消防事務（消防本部名称:峡西消防本部）を承継し、南アルプス市消防本部を設置。
- 2010年10月　新消防本部庁舎完成、移転及び竣工式　白根分遣所廃止
- 2016年2月　八田消防署庁舎完成、移転及び竣工式
- 2022年4月1日　峡南広域行政組合消防本部と25m級屈折はしご車の共同運用（配備場所は南アルプス消防署）[1]を開始

## 組織
- 本部
  - 管理課
    - 総務担当

  - 消防課
    - 警防救急担当
    - 訓練指導担当

  - 予防課
    - 予防担当
    - 危険物担当

  - 指令課
    - 通信担当
- 各消防署

## 消防署
| 消防署           | 住所                          | 分遣所                                  |
| ---------------- | ----------------------------- | --------------------------------------- |
| 南アルプス消防署 | 山梨県南アルプス市十五所1014  | 甲西分遣所:山梨県南アルプス市宮沢301-65 |
| 八田消防署       | 山梨県南アルプス市六科1107-60 | なし                                    |